# Луговое (Криничанский район)
Луговое (укр. Лугове) — село,
Затишнянский сельский совет,
Криничанский район,
Днепропетровская область,
Украина.
Код КОАТУУ — 1222082703. Население по переписи 2001 года составляло 329 человек.

## Географическое положение
Село Луговое находится на берегу безымянной пересыхающей речушки,
ниже по течению на расстоянии в 2,5 км расположено село Благодатное.